# أورانج (فيرمونت)
أورانج (بالإنجليزية: Orange, Vermont)‏ هي بلدة تقع بولاية فيرمونت في الولايات المتحدة. تبلغ مساحتها 101 (كم²)، وترتفع عن سطح البحر 586 م، بلغ عدد سكانها 965 نسمة في عام 2000 حسب إحصاء مكتب تعداد الولايات المتحدة وتصل الكثافة السكانية فيها 9.6 نسمة/كم2.

## أعلام
- ستانلي ك. ويلسون

## وصلات خارجية
- The US50 - Cities and Towns in Vermont State
- Vermont Cities and Towns, Facts, Map, Flag, Colleges, Government, and More